# Лио (лунный кратер)
Кратер Лио (лат. Lyot), не путать с кратером Лио на Марсе, — большой древний ударный кратер в юго-восточной материковой области видимой стороны Луны. Название присвоено в честь французского астронома Бернара Лио (1897—1952) и утверждено Международным астрономическим союзом в 1964 г. Образование кратера относится к донектарскому периоду.   

## Описание кратера
Ближайшими соседями кратера Лио являются кратер Брисбен на западе; кратер Окен на северо-западе; кратер Гамильтон на севере; кратер Дженнер на северо-востоке и кратер Джинс на юге-востоке. На северо-востоке от кратера находится Море Южное. Селенографические координаты центра кратера 50°28′ ю. ш. 84°48′ в. д. / 50,47° ю. ш. 84,8° в. д., диаметр 150,6 км, глубина 2940 м.
Кратер Лио имеет полигональную форму и значительно разрушен, юго-западная часть чаши перекрыта группой небольших кратеров. Вал невысокий, сглаженный, на внутреннем склоне вала просматриваются следы террасовидной структуры. Дно чаши затоплено и выровнено темной базальтовой лавой. В северной части чаши расположены несколько гряд тянущихся с севера на юг. В восточной части чаши видны останки крупного кратера затопленного лавой над поверхностью которой слегка выступает лишь вершина его вала. За счет своего расположения у юго-восточного лимба Луны кратер при наблюдениях имеет искаженную форму, наблюдения зависят от либрации.
До получения собственного наименования в 1964 г. кратер имел обозначение Брисбен G (в системе обозначений так называемых сателлитных кратеров, расположенных в окрестностях кратера, имеющего собственное наименование).

## Сателлитные кратеры
| Лио | Координаты                                            | Диаметр, км |
| --- | ----------------------------------------------------- | ----------- |
| A   | 48°59′ ю. ш. 79°56′ в. д. / 48,99° ю. ш. 79,94° в. д. | 38,4        |
| B   | 50°31′ ю. ш. 81°54′ в. д. / 50,51° ю. ш. 81,9° в. д.  | 10,8        |
| C   | 50°29′ ю. ш. 80°07′ в. д. / 50,48° ю. ш. 80,11° в. д. | 17,4        |
| D   | 51°41′ ю. ш. 82°32′ в. д. / 51,69° ю. ш. 82,54° в. д. | 16,7        |
| E   | 52°04′ ю. ш. 83°55′ в. д. / 52,07° ю. ш. 83,91° в. д. | 13,1        |
| F   | 52°20′ ю. ш. 82°20′ в. д. / 52,34° ю. ш. 82,34° в. д. | 20,7        |
| H   | 51°30′ ю. ш. 78°00′ в. д. / 51,5° ю. ш. 78° в. д.     | 63,6        |
| L   | 54°15′ ю. ш. 83°09′ в. д. / 54,25° ю. ш. 83,15° в. д. | 80,1        |
| M   | 53°27′ ю. ш. 86°41′ в. д. / 53,45° ю. ш. 86,68° в. д. | 26,3        |
| N   | 52°56′ ю. ш. 83°40′ в. д. / 52,93° ю. ш. 83,67° в. д. | 14,8        |
| P   | 47°42′ ю. ш. 85°49′ в. д. / 47,7° ю. ш. 85,81° в. д.  | 13,5        |
| R   | 46°10′ ю. ш. 87°20′ в. д. / 46,17° ю. ш. 87,34° в. д. | 32,5        |
| S   | 46°07′ ю. ш. 85°34′ в. д. / 46,12° ю. ш. 85,57° в. д. | 29,8        |
| T   | 46°53′ ю. ш. 78°50′ в. д. / 46,88° ю. ш. 78,83° в. д. | 8,7         |

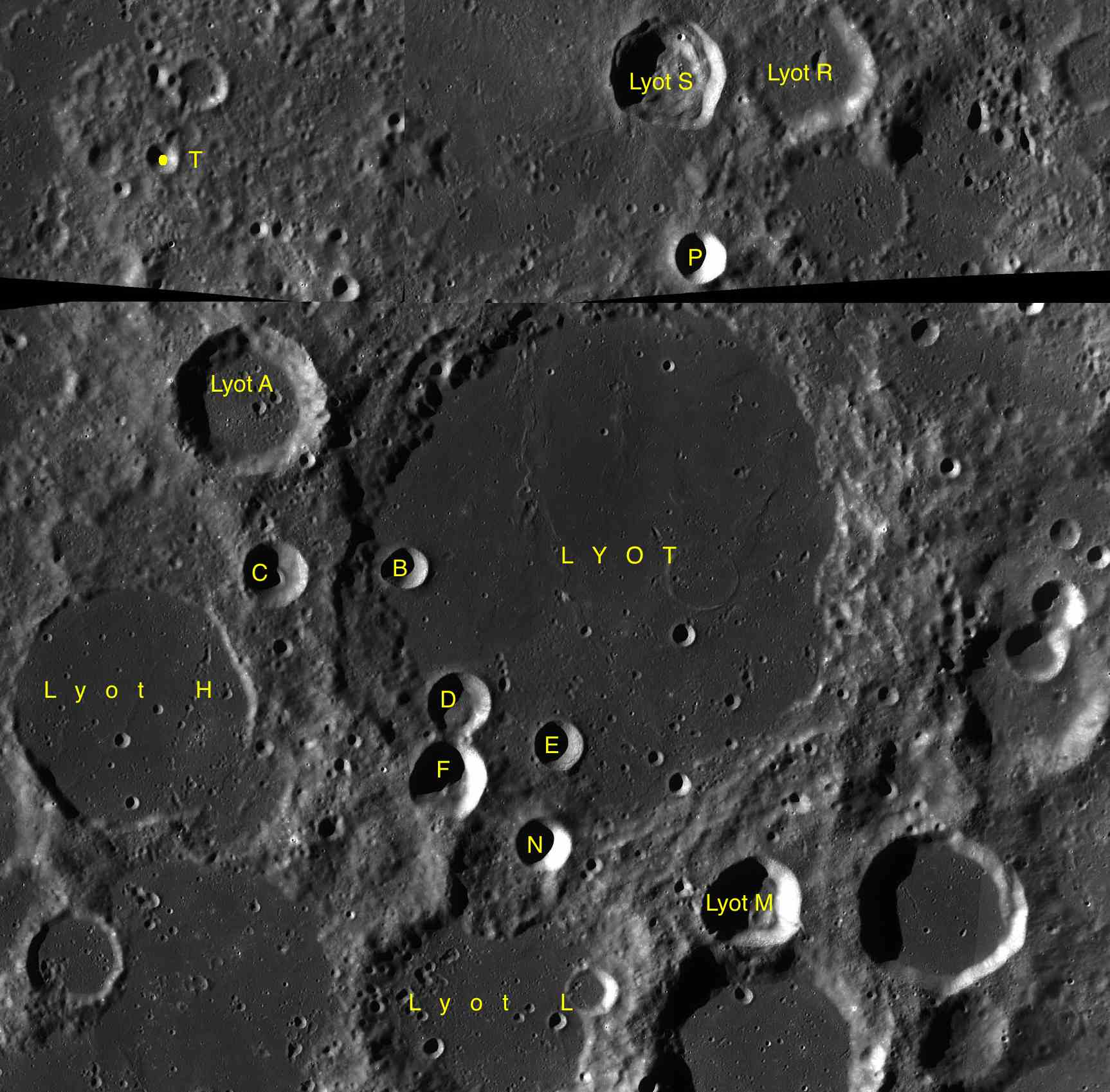
Фрагменты карт LAC-115, LAC-116, LAC-129.

- Образование сателлитного кратера Лио A относится к нектарскому периоду[1].
- Образование сателлитных кратеров Лио H и L относится к донектарскому периоду[1].

## См.также
- Список кратеров на Луне
- Лунный кратер
- Морфологический каталог кратеров Луны
- Планетная номенклатура
- Селенография
- Минералогия Луны
- Геология Луны
- Поздняя тяжёлая бомбардировка